# Pomeni imen asteroidov: 19001–20000
Pregled pomenov imen asteroidov (malih planetov) od številke 19001 do 20000, ki jim je Središče za male planete dodelilo številko in so pozneje dobili tudi uradno ime  v skladu z dogovorjenim načinom imenovanja. Pregled je preverjen z Schmadelovim “Slovarjem imen malih planetov” (“Dictionary of Minor Planet Names”). Izvor nekaterih imen je pojasnjen tudi v Okrožnicah centra za male planete (“Minor Planet Circulars” ali MPC). Kadar se pojasnilo najde tudi v reviji “Nebo in teleskop” (Sky and Telescope) (S&T), je to navedeno. 
Pregled pojasnjuje izvor oziroma pomen imen asteroidov, ki ga je priznala Mednarodna astronomska zveza (IAU). Nekateri asteroidi imajo imajo dodatno pojasnilo o izvoru imena, ki pa vedno ni popolnoma zanesljivo (oznaka “†” ali “‡“). Pojasnilo o izvoru imena, ki je označeno z * je potrebno preveriti ali poiskati še v “Slovarju imen malih planetov”.
| Ime                  | Začasna oznaka | Izvor imena |
| 19001–19100          | 19001–19100    | 19001–19100 |
| -------------------- | -------------- | --- |
| 19002 Tongkexue      | 2000 RD61      | TongKe Xue, nagrajenec (drugo mesto na projektih iz računalništva) na Intelovem ‘‘Mednarodnem znanstvenem in tehničnem sejmu (Intel International Science and Engineering Fair ali ISEF) leta 2003 † Arhivirano 2007-08-09 na Wayback Machine.                                        |
| 19003 Erinfrey       | 2000 RL61      | Erin Lynn Frey, nagrajenec (četrto mesto na projektu za zemeljske in vesoljske znanosti) na Intelovem ‘‘Mednarodnem znanstvenem in tehničnem sejmu (Intel International Science and Engineering Fair ali ISEF) leta 2003 † Arhivirano 2007-08-09 na Wayback Machine.                  |
| 19004 Chirayath      | 2000 RU62      | Ved Chirayath, nagrajenec na Intelovem ‘‘Mednarodnem znanstvenem in tehničnem sejmu (Intel International Science and Engineering Fair ali ISEF) leta 2003 † Arhivirano 2007-08-09 na Wayback Machine.                                                                                 |
| 19005 Teckman        | 2000 RY64      | Megan Elizabeth Teckman, nagrajenka (četrto mesto na njenem projektu za zemeljske in vesoljske znanosti) na Intelovem ‘‘Mednarodnem znanstvenem in tehničnem sejmu (Intel International Science and Engineering Fair ali ISEF) leta 2003 † Arhivirano 2007-08-09 na Wayback Machine.  |
| 19007 Nirajnathan    | 2000 RD68      | Niraj Rama Nathan, nagrajenec na Intelovem ‘‘Mednarodnem znanstvenem in tehničnem sejmu (Intel International Science and Engineering Fair ali ISEF) leta 2003 † Arhivirano 2007-08-09 na Wayback Machine.                                                                             |
| 19008 Kristibutler   | 2000 RV70      | Kristin L. Butler, nagrajenka (četrto mesto za njen tehnični projekt) na Intelovem ‘‘Mednarodnem znanstvenem in tehničnem sejmu (Intel International Science and Engineering Fair ali ISEF) leta 2003 † Arhivirano 2007-08-09 na Wayback Machine.                                     |
| 19009 Galenmaly      | 2000 RF72      | Galen Daniel Maly, nagrajenec (četrto mesto za njegov tehnični projekt) na Intelovem ‘‘Mednarodnem znanstvenem in tehničnem sejmu (Intel International Science and Engineering Fair ali ISEF) leta 2003 † Arhivirano 2007-08-09 na Wayback Machine.                                   |
| 19017 Susanlederer   | 2000 RH93      | Susan M. Lederer, ameriška planetarna znanstvenica in asistentka profesorja fizike † |
| 19019 Sunflower      | 2000 SB        | Observatorij Sunflower † |
| 19022 Penzel         | 2000 SR44      | Edgar Penzel, nemški učitelj astronomije, ustanovitelj Observatorija Rodewisch † Arhivirano 2005-05-02 na Wayback Machine. |
| 19023 Varela         | 2000 SH111     | Elizabeth Van Cortlandt Varela, nagrajenka (četrto mesto za tehnični projekt) na Intelovem ‘‘Mednarodnem znanstvenem in tehničnem sejmu (Intel International Science and Engineering Fair ali ISEF) leta 2003 † Arhivirano 2007-08-09 na Wayback Machine.                             |
| 19025 Arthurpetron   | 2000 SC117     | Arthur Joseph Petron, nagrajenec (četrto mesto za tehnični projekt) na Intelovem ‘‘Mednarodnem znanstvenem in tehničnem sejmu (Intel International Science and Engineering Fair ali ISEF) leta 2003 † Arhivirano 2007-08-09 na Wayback Machine.                                       |
| 19029 Briede         | 2000 SR205     | Paul Briede, nagrajenec (četrto mesto za tehnični projekt) na Intelovem ‘‘Mednarodnem znanstvenem in tehničnem sejmu (Intel International Science and Engineering Fair ali ISEF) leta 2003 † Arhivirano 2007-08-09 na Wayback Machine.                                                |
| 19034 Santorini      | 2554 P-L       | Santorini, skupina vulkanskih otokov v Egejskem morju * |
| 19079 Hernández      | 1967 KC        | José Hernández (1834 – 1886), argentinski gaučo pesnik † |
| 19080 Martínfierro   | 1970 JB        | Martín Fierro, izmišljeni argentinski junak v pesmih Joséja Hernándeza (1834 – 1886) † |
| 19081 Mravinskij     | 1973 SX2       | Evgenij Mravinskij, ruski dirigent* |
| 19082 Vikchernov     | 1976 QS        | * |
| 19096 Leonfridman    | 1979 TY1       | Leon Fridman? * |
| 19101–19200          |                | |
| 19119 Dimpna         | 1981 SG3       | sveta Dimpna iz Geela (?)* |
| 19120 Doronina       | 1983 PM1       | * |
| 19126 Ottohahn       | 1987 QW        | Otto Hahn (1879 – 1968), nemški kemik in dobitnik Nobelove nagrade * |
| 19127 Olegefremov    | 1987 QH10      | Oleg Efremov? * |
| 19129 Loos           | 1988 AL1       | Adolf Loos (1870 – 1933), avstrijski arhitekt † ‡ |
| 19130 Tytgat         | 1988 CG2       | Edgard Tytgat, belgijski ekspresionistični slikar † |
| 19136 Strassmann     | 1989 AZ6       | Fritz Strassmann (1902 – 1980), nemški kemik * |
| 19139 Apian          | 1989 GJ8       | Peter Apian, nemški, astronom, matematik in kartograf |
| 19140 Jansmit        | 1989 RJ2       | Jan Smit, nizozemski geolog in paleontolog † |
| 19148 Alaska         | 1989 YA5       | država Alaska, ZDA † |
| 19149 Boccaccio      | 1990 EZ2       | Giovanni Boccaccio (1313 – 1375), italijanski pisatelj in pesnik* |
| 19155 Lifeson        | 1990 SX3       | Alex Lifeson (Aleksandar Živojinović) (rojen 1953), kanadski kitarist in soustanovitelj skupine Rush ter prejemnik Ordena Kanade † |
| 19162 Wambsganss     | 1990 TZ1       | Joachim Wambsganss, nemški astrofizik* |
| 19173 Virginiaterése | 1991 GE2       | Virginia Terése Bogdanovich, ameriška ljubiteljska astronomka, ki je pomagala pri organizaciji arhiva fotografskih plošč na Observatoriju Palomar pri 1,2 m Schmidt-Oschinovem teleskopu †                                                                                            |
| 19178 Walterbothe    | 1991 RV2       | Walther Wilhelm Georg Bothe (1891 – 1957), nemški fizik, matematik, kemik in Nobelov nagrajenec * |
| 19182 Pitz           | 1991 TX2       | * |
| 19183 Amati          | 1991 TB5       | Amati, družina izdelovalcev violin * |
| 19185 Guarneri       | 1991 TL13      | Guarneri, družina izdelovalcev violin * |
| 19189 Stradivari     | 1991 YE1       | Antonio Stradivari (1644 – 1737), italijanski izdelovalec violin * |
| 19190 Morihiroshi    | 1992 AM1       | * |
| 19201–19300          |                | |
| 19208 Starrfield     | 1992 RW        | Sumner Starrfield, ameriški astronom |
| 19224 Orosei         | 1993 RJ3       | Roberto Orosei, italijanski astronom † |
| 19226 Peiresc        | 1993 RA8       | Nicolas-Claude Fabri de Peiresc, francoski mirovni sodnik, astronom, starinoslovec, zgodovinar in prirodoslovec * |
| 19234 Victoriahibbs  | 1993 VC1       | * |
| 19243 Bunting        | 1994 CD9       | John Bunting, na Škotskem rojen avstralski geolog, ki je udkril udarno strukturo Yarrabubba v zahodni Avstraliji |
| 19251 Totziens       | 1994 RY1       | Tot ziens!, nizozemski izraz za 'Nasvidenje'; odkritje je bilo opravljeno kmalu po srečanju Mednarodne astronomske zveze leta 1994 v Haagu † |
| 19258 Gongyi         | 1995 FT20      | mesto Gongji, provinca Henan, Ljudska republika Kitajska † |
| 19263 Lavater        | 1995 OH10      | Johann Kaspar Lavater, švicarski pesnik in fiziognomik * |
| 19268 Morstadt       | 1995 UZ        | Rafael Morstadt, češki matematik ali Vicenc Morstadt, češki slikar in sodnik * |
| 19287 Paronelli      | 1996 DH1       | Fede Paronelli, italijanski filozof in astronom, predavatelj na Planetriju Hoepli † |
| 19290 Schroeder      | 1996 JR1       | * |
| 19291 Karelzeman     | 1996 LF        | Karel Zeman (1910 – 1989), češki filmski režiser * |
| 19293 Dedekind       | 1996 OF        | Richard Dedekind (1831 – 1916), nemški matematik* |
| 19294 Weymouth       | 1996 PF        | * |
| 19298 Zhongkeda      | 1996 SU4       | Zhongguokeda, Kitajska univerza znanosti in tehnologije † |
| 19301–19400          |                | |
| 19310 Osawa          | 1996 VF1       | * |
| 19318 Somanah        | 1996 XB2       | Radhakhrishna Dinesh Somanah, mauricijski profesor fizike in astrofizike ter eden izmed prvih začetnikon profesionalne astronomije na Mauritiusu † |
| 19349 Denjoy         | 1997 CF22      | * |
| 19364 Semafor        | 1997 SM1       | * |
| 19367 Pink Floyd     | 1997 XW3       | Pink Floyd, britanska rock skupina * |
| 19379 Labrecque      | 1998 BR7       | * |
| 19383 Rolling Stones | 1998 BZ32      | Rolling Stones, angleška glasbena skupina (rock & roll skupina) * |
| 19384 Winton         | 1998 CP1       | Nicholas Winton (rojen 1909), rešitelj 669 judovskih otrok † Arhivirano 2007-08-22 na Wayback Machine. ‡ + |
| 19395 Barrera        | 1998 EP1       | * |
| 19397 Lagarini       | 1998 ER3       | * |
| 19401–19500          |                | |
| 19407 Standing Bear  | 1998 FG11      | Luther Standing Bear iz skupine Oglala band of Sioux* |
| 19410 Guisard        | 1998 FW14      | * |
| 19411 Collinarnold   | 1998 FJ22      | Collin David Arnold, nagrajenec (četrto mesto za tehnični projekt) na Intelovem ‘‘Mednarodnem znanstvenem in tehničnem sejmu (Intel International Science and Engineering Fair ali ISEF) leta 2003 † Arhivirano 2007-08-09 na Wayback Machine.                                        |
| 19413 Grantlewis     | 1998 FB30      | Grant Allen Lewis, nagrajenec (četrto mesto za tehnični projekt) na Intelovem ‘‘Mednarodnem znanstvenem in tehničnem sejmu (Intel International Science and Engineering Fair ali ISEF) leta 2003 † Arhivirano 2007-08-09 na Wayback Machine.                                          |
| 19415 Parvamenon     | 1998 FC34      | Parvathy Rama Menon, nagrajenka (četrto mesto za tehnični projekt) na Intelovem ‘‘Mednarodnem znanstvenem in tehničnem sejmu (Intel International Science and Engineering Fair ali ISEF) leta 2003 † Arhivirano 2007-08-09 na Wayback Machine.                                        |
| 19416 Benglass       | 1998 FM34      | Benjamin William Glass, nagrajenec (četrto mesto za tehnični projekt) na Intelovem ‘‘Mednarodnem znanstvenem in tehničnem sejmu (Intel International Science and Engineering Fair ali ISEF) leta 2003 † Arhivirano 2007-08-09 na Wayback Machine.                                     |
| 19417 Madelynho      | 1998 FG40      | Madelyn Meng-Ling Ho, nagrajenka (četrto mesto za tehnični projekt) na Intelovem ‘‘Mednarodnem znanstvenem in tehničnem sejmu (Intel International Science and Engineering Fair ali ISEF) leta 2003 † Arhivirano 2007-08-09 na Wayback Machine.                                       |
| 19419 Pinkham        | 1998 FO49      | Brian Edward Pinkham, nagrajenec na Intelovem ‘‘Mednarodnem znanstvenem in tehničnem sejmu (Intel International Science and Engineering Fair ali ISEF) leta 2003 † Arhivirano 2007-08-09 na Wayback Machine.                                                                          |
| 19420 Vivekbuch      | 1998 FB54      | Vivek Paresh Buch, nagrajenec na Intelovem ‘‘Mednarodnem znanstvenem in tehničnem sejmu (Intel International Science and Engineering Fair ali ISEF) leta 2003 † Arhivirano 2007-08-09 na Wayback Machine.                                                                             |
| 19421 Zachulett      | 1998 FD56      | Zachary Frank Hulett, nagrajenec na Intelovem ‘‘Mednarodnem znanstvenem in tehničnem sejmu (Intel International Science and Engineering Fair ali ISEF) leta 2003 † Arhivirano 2007-08-09 na Wayback Machine.                                                                          |
| 19423 Hefter         | 1998 FD58      | Jonathan S. Hefter, nagrajenec na Intelovem ‘‘Mednarodnem znanstvenem in tehničnem sejmu (Intel International Science and Engineering Fair ali ISEF) leta 2003 † Arhivirano 2007-08-09 na Wayback Machine.                                                                            |
| 19424 Andrewsong     | 1998 FH61      | Andrew Joshua Song, nagrajenec na Intelovem ‘‘Mednarodnem znanstvenem in tehničnem sejmu (Intel International Science and Engineering Fair ali ISEF) leta 2003 † Arhivirano 2007-08-09 na Wayback Machine.                                                                            |
| 19425 Nicholasrapp   | 1998 FW61      | Nicholas Dorian Rapp, nagrajenec Intelovem ‘‘Mednarodnem znanstvenem in tehničnem sejmu (Intel International Science and Engineering Fair ali ISEF) in dobitnik nagrade Intelove fundacije za dosežk (Intel Foundation Achievement Award) † Arhivirano 2007-08-09 na Wayback Machine. |
| 19426 Leal           | 1998 FP65      | Eddy Leal, nagrajenec na Intelovem ‘‘Mednarodnem znanstvenem in tehničnem sejmu (Intel International Science and Engineering Fair ali ISEF) leta 2003 † Arhivirano 2007-08-09 na Wayback Machine.                                                                                     |
| 19428 Gracehsu       | 1998 FU66      | Grace Hsu, nagrajenka (četrto mesto za okoljski projekt) na Intelovem ‘‘Mednarodnem znanstvenem in tehničnem sejmu (Intel International Science and Engineering Fair ali ISEF) leta 2003 † Arhivirano 2007-08-09 na Wayback Machine.                                                  |
| 19429 Grubaugh       | 1998 FD69      | Daniel Boyd Grubaugh, nagrajenec na Intelovem ‘‘Mednarodnem znanstvenem in tehničnem sejmu (Intel International Science and Engineering Fair ali ISEF) leta 2003 † Arhivirano 2007-08-09 na Wayback Machine.                                                                          |
| 19430 Kristinaufer   | 1998 FO69      | Kristina Ann Ufer, nagrajenka (četrto mesto za okoljski projekt) na Intelovem ‘‘Mednarodnem znanstvenem in tehničnem sejmu (Intel International Science and Engineering Fair ali ISEF) leta 2003 † Arhivirano 2007-08-09 na Wayback Machine.                                          |
| 19433 Naftz          | 1998 FG72      | Douglas Calvin Naftz, nagrajenec na Intelovem ‘‘Mednarodnem znanstvenem in tehničnem sejmu (Intel International Science and Engineering Fair ali ISEF) leta 2003 † Arhivirano 2007-08-09 na Wayback Machine.                                                                          |
| 19434 Bahuffman      | 1998 FD75      | Benjamin Allen Huffman, nagrajenec na Intelovem ‘‘Mednarodnem znanstvenem in tehničnem sejmu (Intel International Science and Engineering Fair ali ISEF) leta 2003 † Arhivirano 2007-08-09 na Wayback Machine.                                                                        |
| 19436 Marycole       | 1998 FR76      | Mary Elizabeth Cole, nagrajenka (četrto mesto za okoljski projekt) na Intelovem ‘‘Mednarodnem znanstvenem in tehničnem sejmu’’ (Intel International Science and Engineering Fair ali ISEF) leta 2003† Arhivirano 2007-08-09 na Wayback Machine.                                       |
| 19437 Jennyblank     | 1998 FQ79      | Jennifer Renee Blank, nagrajenka (četrto mesto za okoljski projekt) na Intelovem ‘‘Mednarodnem znanstvenem in tehničnem sejmu’’ (Intel International Science and Engineering Fair ali ISEF) leta 2003† Arhivirano 2007-08-09 na Wayback Machine.                                      |
| 19438 Khaki          | 1998 FF83      | Shirin Khaki, nagrajenka (četrto mesto za okoljski projekt) na Intelovem ‘‘Mednarodnem znanstvenem in tehničnem sejmu’’ (Intel International Science and Engineering Fair ali ISEF) leta 2003 † Arhivirano 2007-08-09 na Wayback Machine.                                             |
| 19439 Allisontjong   | 1998 FB91      | Allison Krystle Weili Tjong, nagrajenka (četrto mesto za okoljski projekt) na Intelovem ‘‘Mednarodnem znanstvenem in tehničnem sejmu’’ (Intel International Science and Engineering Fair ali ISEF) leta 2003† Arhivirano 2007-08-09 na Wayback Machine.                               |
| 19440 Sumatijain     | 1998 FN103     | Sumati Kumari Jain, nagrajenka (četrto mesto za okoljski projekt) na Intelovem ‘‘Mednarodnem znanstvenem in tehničnem sejmu’’ (Intel International Science and Engineering Fair ali ISEF) leta 2003† Arhivirano 2007-08-09 na Wayback Machine.                                        |
| 19441 Trucpham       | 1998 FJ105     | Truc Thanh Pham, nagrajenka (četrto mesto za gerontološki projekt) na Intelovem ‘‘Mednarodnem znanstvenem in tehničnem sejmu’’ (Intel International Science and Engineering Fair ali ISEF) leta 2003† Arhivirano 2007-08-09 na Wayback Machine.                                       |
| 19442 Brianrice      | 1998 FM106     | Brian Todd Rice, nagrajenec na Intelovem ‘‘Mednarodnem znanstvenem in tehničnem sejmu’’ (Intel International Science and Engineering Fair ali ISEF) leta 2003† Arhivirano 2007-08-09 na Wayback Machine.                                                                              |
| 19443 Yanzhong       | 1998 FE109     | Yan Zhong, nagrajenka na Intelovem ‘‘Mednarodnem znanstvenem in tehničnem sejmu’’ (Intel International Science and Engineering Fair ali ISEF) leta 2003† Arhivirano 2007-08-09 na Wayback Machine.                                                                                    |
| 19444 Addicott       | 1998 FT109     | Charles Michael Addicott, nagrajenec na Intelovem ‘‘Mednarodnem znanstvenem in tehničnem sejmu’’ (Intel International Science and Engineering Fair ali ISEF) leta 2003† Arhivirano 2007-08-09 na Wayback Machine.                                                                     |
| 19446 Muroski        | 1998 FX113     | Megan Elizabeth Muroski, nagrajenka na Intelovem ‘‘Mednarodnem znanstvenem in tehničnem sejmu’’ (Intel International Science and Engineering Fair ali ISEF) leta 2003† Arhivirano 2007-08-09 na Wayback Machine.                                                                      |
| 19447 Jessicapearl   | 1998 FD114     | Jessica Pearl Swartz, nagrajenka na Intelovem ‘‘Mednarodnem znanstvenem in tehničnem sejmu’’ (Intel International Science and Engineering Fair ali ISEF) leta 2003† Arhivirano 2007-08-09 na Wayback Machine.                                                                         |
| 19448 Jenniferling   | 1998 FJ122     | Jennifer Shui-Ming Ling, nagrajenka na Intelovem ‘‘Mednarodnem znanstvenem in tehničnem sejmu’’ (Intel International Science and Engineering Fair ali ISEF) leta 2003† Arhivirano 2007-08-09 na Wayback Machine.                                                                      |
| 19450 Sussman        | 1998 FF125     | Gene Everett Sussman, nagrajenec na Intelovem ‘‘Mednarodnem znanstvenem in tehničnem sejmu’’ (Intel International Science and Engineering Fair ali ISEF) leta 2003 † Arhivirano 2007-08-09 na Wayback Machine.                                                                        |
| 19452 Keeney         | 1998 FX125     | Chelsea Ray Keeney, nagrajenka (četrto mesto za medicinski projekt) na Intelovem ‘‘Mednarodnem znanstvenem in tehničnem sejmu’’ (Intel International Science and Engineering Fair ali ISEF) leta 2003 † Arhivirano 2007-08-09 na Wayback Machine.                                     |
| 19453 Murdochorne    | 1998 FM126     | Richard Murdoch in Kenneth Horne, britanska komedijanta * |
| 19454 Henrymarr      | 1998 FX127     | Henry Louis Marr, nagrajenec (četrto mesto za skupinski medicinski projekt) na Intelovem ‘‘Mednarodnem znanstvenem in tehničnem sejmu’’ (Intel International Science and Engineering Fair ali ISEF) leta 2003 † Arhivirano 2007-08-09 na Wayback Machine.                             |
| 19456 Pimdouglas     | 1998 HU5       | * |
| 19457 Robcastillo    | 1998 HE6       | Roberto Castillo (rojen 1957), čilski astronom, upravljavec teleskopa in naprav na Zelo velikem teleskopu (Very Large Telescope) v Čilu * |
| 19458 Legault        | 1998 HE8       | Thierry Legault, francoski ljubiteljski astronom* |
| 19461 Feingold       | 1998 HZ16      | Samantha Megan Feingold, nagrajenka (četrto mesto za skupinski medicinski projekt) na Intelovem ‘‘Mednarodnem znanstvenem in tehničnem sejmu’’ (Intel International Science and Engineering Fair ali ISEF) leta 2003 † Arhivirano 2007-08-09 na Wayback Machine.                      |
| 19462 Ulissedini     | 1998 HE20      | Ulisse Dini, italijanski matematik and politician* |
| 19463 Emilystoll     | 1998 HY29      | Emily Erin Stoll, nagrajenec (četrto mesto za skupinski medicinski projekt) na Intelovem ‘‘Mednarodnem znanstvenem in tehničnem sejmu’’ (Intel International Science and Engineering Fair ali ISEF) leta 2003 † Arhivirano 2007-08-09 na Wayback Machine.                             |
| 19464 Ciarabarr      | 1998 HZ29      | Ciara Ann Barr, nagrajenka (četrto mesto za skupinski medicinski projekt) na Intelovem ‘‘Mednarodnem znanstvenem in tehničnem sejmu’’ (Intel International Science and Engineering Fair ali ISEF) leta 2003† Arhivirano 2007-08-09 na Wayback Machine.                                |
| 19465 Amandarusso    | 1998 HA32      | Amanda Maria Russo, nagrajenka (četrto mesto za skupinski medicinski projekt) na Intelovem ‘‘Mednarodnem znanstvenem in tehničnem sejmu’’ (Intel International Science and Engineering Fair ali ISEF) leta 2003† Arhivirano 2007-08-09 na Wayback Machine.                            |
| 19466 Darcydiegel    | 1998 HQ34      | Darcy Renee Diegel, nagrajenka (četrto mesto za skupinski medicinski projekt) na Intelovem ‘‘Mednarodnem znanstvenem in tehničnem sejmu’’ (Intel International Science and Engineering Fair ali ISEF) leta 2003† Arhivirano 2007-08-09 na Wayback Machine.                            |
| 19467 Amandanagy     | 1998 HU39      | Amanda Mychal Nagy, nagrajenka (četrto mesto za skupinski medicinski projekt) na Intelovem ‘‘Mednarodnem znanstvenem in tehničnem sejmu’’ (Intel International Science and Engineering Fair ali ISEF) leta 2003† Arhivirano 2007-08-09 na Wayback Machine.                            |
| 19473 Marygardner    | 1998 HE60      | Mary Melissa Gardner, nagrajenka (četrto mesto za projekt iz biologoje) na Intelovem ‘‘Mednarodnem znanstvenem in tehničnem sejmu’’ (Intel International Science and Engineering Fair ali ISEF) leta 2003† Arhivirano 2007-08-09 na Wayback Machine.                                  |
| 19475 Mispagel       | 1998 HA91      | Heather Michelle Mispagel, nagrajenka (četrto mesto za projekt iz biologoje) na Intelovem ‘‘Mednarodnem znanstvenem in tehničnem sejmu’’ (Intel International Science and Engineering Fair ali ISEF) leta 2003† Arhivirano 2007-08-09 na Wayback Machine.                             |
| 19476 Denduluri      | 1998 HQ94      | Aditya Krishna Denduluri, nagrajenec (četrto mesto za projekt iz biologoje) na Intelovem ‘‘Mednarodnem znanstvenem in tehničnem sejmu’’ (Intel International Science and Engineering Fair ali ISEF) leta 2003† Arhivirano 2007-08-09 na Wayback Machine.                              |
| 19477 Teresajentz    | 1998 HB95      | Teresa Lorraine Jentz, nagrajenka (četrto mesto za projekt iz biologoje) na Intelovem ‘‘Mednarodnem znanstvenem in tehničnem sejmu’’ (Intel International Science and Engineering Fair ali ISEF) leta 2003† Arhivirano 2007-08-09 na Wayback Machine.                                 |
| 19478 Jaimeflores    | 1998 HY96      | Jaime Eduardo Flores, nagrajenec na Intelovem ‘‘Mednarodnem znanstvenem in tehničnem sejmu’’ (Intel International Science and Engineering Fair ali ISEF) leta 2003† Arhivirano 2007-08-09 na Wayback Machine.                                                                         |
| 19484 Vanessaspini   | 1998 HF121     | Vanessa Anne Spini, nagrajenka na Intelovem ‘‘Mednarodnem znanstvenem in tehničnem sejmu’’ (Intel International Science and Engineering Fair ali ISEF) leta 2003† Arhivirano 2007-08-09 na Wayback Machine.                                                                           |
| 19487 Rosscoleman    | 1998 HO124     | Ross Andrew Coleman, nagrajenec na Intelovem ‘‘Mednarodnem znanstvenem in tehničnem sejmu’’ (Intel International Science and Engineering Fair ali ISEF) leta 2003† Arhivirano 2007-08-09 na Wayback Machine.                                                                          |
| 19488 Abramcoley     | 1998 HW125     | Abram Levi Coley, nagrajenec na Intelovem ‘‘Mednarodnem znanstvenem in tehničnem sejmu’’ (Intel International Science and Engineering Fair ali ISEF) leta 2003† Arhivirano 2007-08-09 na Wayback Machine.                                                                             |
| 19496 Josephbarone   | 1998 KC32      | Joseph Michael Barone, nagrajenec na Intelovem ‘‘Mednarodnem znanstvenem in tehničnem sejmu’’ (Intel International Science and Engineering Fair ali ISEF) leta 2003 † Arhivirano 2007-08-09 na Wayback Machine.                                                                       |
| 19497 Pineda         | 1998 KN32      | Maria Luisa Pineda, nagrajenka na Intelovem ‘‘Mednarodnem znanstvenem in tehničnem sejmu’’ (Intel International Science and Engineering Fair ali ISEF) leta 2003† Arhivirano 2007-08-09 na Wayback Machine.                                                                           |
| 19500 Hillaryfultz   | 1998 KF49      | Hillary Anne Fultz, nagrajenka (četrto mesto za projekt iz zoologije) na Intelovem ‘‘Mednarodnem znanstvenem in tehničnem sejmu’’ (Intel International Science and Engineering Fair ali ISEF) leta 2003† Arhivirano 2007-08-09 na Wayback Machine.                                    |
| 19501–19600          |                | |
| 19504 Vladalekseev   | 1998 LL2       | Vladmimir Alekseev, ruski fizik, ki je vodil radar na povšini Zemlje med raziskavo dogodka v Tunguski † |
| 19517 Robertocarlos  | 1998 SK164     | Roberto Carlos Braga,brazilski pop pevec † |
| 19518 Moulding       | 1998 VZ13      | Erin Louise Moulding, nagrajenec na Intelovem ‘‘Mednarodnem znanstvenem in tehničnem sejmu’’ (Intel International Science and Engineering Fair ali ISEF) leta 2003 † Arhivirano 2007-08-09 na Wayback Machine.                                                                        |
| 19521 Chaos          | 1998 WH24      | Chaos* |
| 19523 Paolofrisi     | 1998 YX3       | Paolo Frisi (1728 – 1784), italijanski astronom* |
| 19524 Acaciacoleman  | 1998 YB7       | * |
| 19528 Delloro        | 1999 GB1       | Aldo Dell'Oro, italijanski astronom Arhivirano 2008-08-01 na Wayback Machine. |
| 19531 Charton        | 1999 GM32      | Heather Anne Charton, nagrajenka na Intelovem ‘‘Mednarodnem znanstvenem in tehničnem sejmu’’ (Intel International Science and Engineering Fair ali ISEF) leta 2003 † Arhivirano 2007-08-09 na Wayback Machine.                                                                        |
| 19533 Garrison       | 1999 GM35      | Carly Beth Garrison, nagrajenka na Intelovem ‘‘Mednarodnem znanstvenem in tehničnem sejmu’’ (Intel International Science and Engineering Fair ali ISEF) leta 2003 † Arhivirano 2007-08-09 na Wayback Machine.                                                                         |
| 19535 Rowanatkinson  | 1999 HF3       | Rowan Sebastian Atkinson, britanski komedijant in igralec * |
| 19539 Anaverdu       | 1999 JO14      | * |
| 19542 Lindperkins    | 1999 JL27      | Lindsay Prentice Perkins, nagrajenka na Intelovem ‘‘Mednarodnem znanstvenem in tehničnem sejmu’’ (Intel International Science and Engineering Fair ali ISEF) leta 2003 † Arhivirano 2007-08-09 na Wayback Machine.                                                                    |
| 19543 Burgoyne       | 1999 JR30      | Nicole Burgoyne, nagrajenka (četrto mesto za projekt v biologiji) na Intelovem ‘‘Mednarodnem znanstvenem in tehničnem sejmu’’ (Intel International Science and Engineering Fair ali ISEF) leta 2003† Arhivirano 2007-08-09 na Wayback Machine.                                        |
| 19544 Avramkottke    | 1999 JN33      | Avram Kottke, dobitnik nagrade Intelovega fonda za dosežke v letu 2003 (Intel Foundation Achievement Award) † Arhivirano 2007-08-09 na Wayback Machine. |
| 19547 Collier        | 1999 JP57      | Theresa Collier, dobitnica nagrade ‘‘Intelovega fonda za dosežke’’ v letu 2003 (Intel Foundation Achievement Award) † Arhivirano 2007-08-09 na Wayback Machine. |
| 19550 Samabates      | 1999 JP61      | Samantha Lee Bates, finalistka na Izzivu kanala Discovery mladim znanstvenikom v letu 2003 (Discovery Channel Young Scientist Challenge ali DCYSC) † Arhivirano 2007-08-09 na Wayback Machine.                                                                                        |
| 19551 Peterborden    | 1999 JL62      | Peter Young Borden, finalist na Izzivu kanala Discovery mladim znanstvenikom v letu 2003 † Arhivirano 2007-08-09 na Wayback Machine. |
| 19563 Brzezinska     | 1999 JB124     | Bogna Natalia Brzezinska, finalistka na Izzivu kanala Discovery mladim znanstvenikom v letu 2003 † Arhivirano 2007-08-09 na Wayback Machine. |
| 19564 Ajburnetti     | 1999 JP126     | Anthony James Burnetti, finalist na Izzivu kanala Discovery mladim znanstvenikom v letu 2003 † Arhivirano 2007-08-09 na Wayback Machine. |
| 19568 Rachelmarie    | 1999 KY14      | Rachel Marie Clements, finalistka (za projekt o botaniki in zoologiji) na Izzivu kanala Discovery mladim znanstvenikom v letu 2003 † Arhivirano 2007-08-09 na Wayback Machine. |
| 19570 Jessedouglas   | 1999 LH6       | Jesse Douglas, ameriški matematik* |
| 19572 Leahmarie      | 1999 LE11      | Leah Marie Crowder, finalistka (za projekt o botaniki in zoologiji) na Izzivu kanala Discovery mladim znanstvenikom v letu 2003 † Arhivirano 2007-08-09 na Wayback Machine. |
| 19573 Cummings       | 1999 LW13      | Ian Douglas Cummings, finalist (za projekt o računalništvu) na Izzivu kanala Discovery mladim znanstvenikom v letu 2003 † Arhivirano 2007-08-09 na Wayback Machine. |
| 19574 Davidedwards   | 1999 LQ21      | David Kitzmiller Edwards V, , finalist (za projekt o okojevarstvu) na Izzivu kanala Discovery mladim znanstvenikom v letu 2003 † Arhivirano 2007-08-09 na Wayback Machine. |
| 19575 Feeny          | 1999 LB22      | Dana Anne Feeny, finalistka (za projekt o okojevarstvu) na Izzivu kanala Discovery mladim znanstvenikom v letu 2003 † Arhivirano 2007-08-09 na Wayback Machine. |
| 19577 Bobbyfisher    | 1999 LP26      | Bobby Drake Fisher, finalist (za projekt o botaniki in zoologiji) na Izzivu kanala Discovery mladim znanstvenikom v letu 2003 † Arhivirano 2007-08-09 na Wayback Machine. |
| 19578 Kirkdouglas    | 1999 MO        | Kirk Douglas, ameriški igralec * |
| 19582 Blow           | 1999 NL4       | Graham Blow, novozelandski astronom* |
| 19584 Sarahgerin     | 1999 NZ6       | Sarah H. Gerin, finalistka na Izzivu kanala Discovery mladim znanstvenikom v letu 2003 † Arhivirano 2007-08-09 na Wayback Machine. |
| 19585 Zachopkins     | 1999 NU7       | Zachary Harvey Hopkins, finalist na Izzivu kanala Discovery mladim znanstvenikom v letu 2003 † Arhivirano 2007-08-09 na Wayback Machine. |
| 19587 Keremane       | 1999 NG11      | Sravya Ramadugu Keremane, finalistka (za njen projekt iz biokemije, medicine, zdravstva in mikrobiologije) na Izzivu kanala Discovery mladim znanstvenikom v letu 2003 † Arhivirano 2007-08-09 na Wayback Machine.                                                                    |
| 19589 Kirkland       | 1999 NZ14      | Tyler Hollis Kirkland, finalist na Izzivu kanala Discovery mladim znanstvenikom v letu 2003 † Arhivirano 2007-08-09 na Wayback Machine. |
| 19591 Michaelklein   | 1999 NW21      | Michael Aaron Klein, finalist na Izzivu kanala Discovery mladim znanstvenikom v letu 2003 † Arhivirano 2007-08-09 na Wayback Machine. |
| 19593 Justinkoh      | 1999 NZ29      | Justin Koh, finalist (za njen projekt iz biokemije, medicine, zdravstva in mikrobiologije) na Izzivu kanala Discovery mladim znanstvenikom v letu 2003 † Arhivirano 2007-08-09 na Wayback Machine.                                                                                    |
| 19595 Lafer-Sousa    | 1999 NW31      | Luis Lafer-Sousa, finalist na Izzivu kanala Discovery mladim znanstvenikom v letu 2003 † Arhivirano 2007-08-09 na Wayback Machine. |
| 19596 Spegorlarson   | 1999 NX31      | Spencer Gordon Larson, finalist na Izzivu kanala Discovery mladim znanstvenikom v letu 2003 † Arhivirano 2007-08-09 na Wayback Machine. |
| 19597 Ryanlee        | 1999 NJ32      | Ryan Thomas Lee, finalist na Izzivu kanala Discovery mladim znanstvenikom v letu 2003 † Arhivirano 2007-08-09 na Wayback Machine. |
| 19598 Luttrell       | 1999 NL39      | Jeffrey Michael Luttrell, finalist na Izzivu kanala Discovery mladim znanstvenikom v letu 2003 † Arhivirano 2007-08-09 na Wayback Machine. |
| 19599 Brycemelton    | 1999 NX40      | Bryce Michael Melton, finalist na Izzivu kanala Discovery mladim znanstvenikom v letu 2003 † Arhivirano 2007-08-09 na Wayback Machine. |
| 19601–19700          |                | |
| 19602 Austinminor    | 1999 NK42      | Austin Lee Minor, finalist (za okoljevarstveni projekt) na Izzivu kanala Discovery mladim znanstvenikom v letu 2003 † Arhivirano 2007-08-09 na Wayback Machine. |
| 19603 Monier         | 1999 NF48      | Elizabeth Nicole Monier, finalistka (za njen projekt iz biokemije, medicine, zdravstva in mikrobiologije) na Izzivu kanala Discovery mladim znanstvenikom v letu 2003 † Arhivirano 2007-08-09 na Wayback Machine.                                                                     |
| 19612 Noordung       | 1999 OO        | Hermann Noordung, psevdonim Hermana Potočnika, slovenski inženir in začetnik kozmonavtike, prvi, ki je opisal vesoljsko postajo v geostacionarni orbiti in njeno uporabo v knjigi Das Problem der Befahrung des Weltraums – der Raketen-motor (1928) †                                |
| 19614 Montelongo     | 1999 OV1       | Michael John Montelongo, finalist (projekt v biologiji in zoologiji) na Izzivu kanala Discovery mladim znanstvenikom v letu 2003 † Arhivirano 2007-08-09 na Wayback Machine. |
| 19617 Duhamel        | 1999 PH1       | Jean-Marie Constant Duhamel, 19th-century francoski matematik (uporabna matematika) † |
| 19618 Maša           | 1999 PN3       | Maša Kandušer, slovenska oseba, ki je dala navdih za imenovanje asteroida † Arhivirano 2005-02-28 na Wayback Machine. |
| 19619 Bethbell       | 1999 QA        | Beth Bell, odkriteljeva hčerka † |
| 19620 Auckland       | 1999 QG        | Auckland, New Zealand † |
| 19625 Ovaitt         | 1999 RT11      | Elena Kurtz Ovaitt, finalistka na Izzivu kanala Discovery mladim znanstvenikom v letu 2003 † Arhivirano 2007-08-09 na Wayback Machine. |
| 19629 Serra          | 1999 RV31      | Guy Serra, katalonski astrofizik in svetovalec pri odkriteljevem doktoratu † |
| 19630 Janebell       | 1999 RT33      | Jane Bell, žena odkritelja † |
| 19631 Greensleeves   | 1999 RY38      | Greensleeves, tradicionalna angleška ljudska pesem iz 17. stoletja † |
| 19633 Rusjan         | 1999 RX42      | Édvard Rúsjan, slovenski letalski konstruktor in pilot † |
| 19637 Presbrey       | 1999 RU48      | Scott Thomas Presbrey, finalist na Izzivu kanala Discovery mladim znanstvenikom v letu 2003 † Arhivirano 2007-08-09 na Wayback Machine. |
| 19638 Johngenereid   | 1999 RH57      | John Gene Reid, finalist na Izzivu kanala Discovery mladim znanstvenikom v letu 2003 † Arhivirano 2007-08-09 na Wayback Machine. |
| 19640 Ethanroth      | 1999 RP89      | Ethan Michael Roth, finalist na Izzivu kanala Discovery mladim znanstvenikom v letu 2003 † Arhivirano 2007-08-09 na Wayback Machine. |
| 19643 Jacobrucker    | 1999 RA95      | Jacob Jeffrey Rucker, finalist na Izzivu kanala Discovery mladim znanstvenikom v letu 2003 † Arhivirano 2007-08-09 na Wayback Machine. |
| 19652 Saris          | 1999 RC117     | Patrick J. G. Saris, finalist na Izzivu kanala Discovery mladim znanstvenikom v letu 2003 † Arhivirano 2007-08-09 na Wayback Machine. |
| 19656 Simpkins       | 1999 RA122     | Taylor Simpkins, finalist na Izzivu kanala Discovery mladim znanstvenikom v letu 2003 † Arhivirano 2007-08-09 na Wayback Machine. |
| 19658 Sloop          | 1999 RM125     | Katie Michelle Sloop, finalist na Izzivu kanala Discovery mladim znanstvenikom v letu 2003 † Arhivirano 2007-08-09 na Wayback Machine. |
| 19660 Danielsteck    | 1999 RQ129     | Daniel D'Andrea Steck, finalist na Izzivu kanala Discovery mladim znanstvenikom v letu 2003 † Arhivirano 2007-08-09 na Wayback Machine. |
| 19662 Stunzi         | 1999 RG132     | Joseph Robert Stunzi, finalist na Izzivu kanala Discovery mladim znanstvenikom v letu 2003 † Arhivirano 2007-08-09 na Wayback Machine. |
| 19663 Rykerwatts     | 1999 RU133     | Ryker H. Watts, finalist na Izzivu kanala Discovery mladim znanstvenikom v letu 2003 † Arhivirano 2007-08-09 na Wayback Machine. |
| 19664 Yancey         | 1999 RV135     | Bryan D. Yancey, finalist na Izzivu kanala Discovery mladim znanstvenikom v letu 2003 † Arhivirano 2007-08-09 na Wayback Machine. |
| 19676 Ofeliaguilar   | 1999 RY166     | Ofelia Aguilar, mentorica finalistu na Izzivu kanala Discovery mladim znanstvenikom v letu 2003 † Arhivirano 2007-08-09 na Wayback Machine. |
| 19678 Belczyk        | 1999 RO168     | Pamela Belczyk, mentorica finalistu na Izzivu kanala Discovery mladim znanstvenikom v letu 2003 † Arhivirano 2007-08-09 na Wayback Machine. |
| 19679 Gretabetteo    | 1999 RF179     | Greta Betteo, mentorica finalistu na Izzivu kanala Discovery mladim znanstvenikom v letu 2003 † Arhivirano 2007-08-09 na Wayback Machine. |
| 19694 Dunkelman      | 1999 RX230     | * |
| 19701–19800          |                | |
| 19704 Medlock        | 1999 TU8       | * |
| 19707 Tokunai        | 1999 TZ12      | * |
| 19718 Albertjarvis   | 1999 VF2       | Albert Jarvis? * |
| 19719 Glasser        | 1999 VB9       | * |
| 19721 Wray           | 1999 VW11      | * |
| 19727 Allen          | 1999 XS2       | Clabon Walter Allen, britanski fizik, strokovnjak za Sonce † |
| 19730 Machiavelli    | 1999 XO36      | Niccolò Machiavelli (1469 – 1527), italijanski (florentinski) diplomat, politik in filozof * |
| 19738 Calinger       | 2000 AS97      | Manetta Calinger, mentorica finalistu na Izzivu kanala Discovery mladim znanstvenikom v letu 2003 † Arhivirano 2007-08-09 na Wayback Machine. |
| 19741 Callahan       | 2000 AN141     | Diane Callahan, mentorica finalistu na Izzivu kanala Discovery mladim znanstvenikom v letu 2003 † Arhivirano 2007-08-09 na Wayback Machine. |
| 19754 Paclements     | 2000 CG95      | Pauline Clements, mentorica finalistu na Izzivu kanala Discovery mladim znanstvenikom v letu 2003 † Arhivirano 2007-08-09 na Wayback Machine. |
| 19758 Janelcoulson   | 2000 GH100     | Janel Opal Coulson, mentorica finalistu na Izzivu kanala Discovery mladim znanstvenikom v letu 2003 † Arhivirano 2007-08-09 na Wayback Machine. |
| 19762 Lacrowder      | 2000 JQ57      | Lee Ann Crowder, mentorica finalistu na Izzivu kanala Discovery mladim znanstvenikom v letu 2003 † Arhivirano 2007-08-09 na Wayback Machine. |
| 19763 Klimesh        | 2000 MC        | * |
| 19766 Katiedavis     | 2000 OH4       | Katie Davis, mentorica finalistu na Izzivu kanala Discovery mladim znanstvenikom v letu 2003 † Arhivirano 2007-08-09 na Wayback Machine. |
| 19768 Ellendoane     | 2000 OX14      | Ellen Doane, mentorica finalistu na Izzivu kanala Discovery mladim znanstvenikom v letu 2003 † Arhivirano 2007-08-09 na Wayback Machine. |
| 19769 Dolyniuk       | 2000 OP18      | William Dolyniuk, mentor finalistu na Izzivu kanala Discovery mladim znanstvenikom v letu 2003 † Arhivirano 2007-08-09 na Wayback Machine. |
| 19775 Medmondson     | 2000 PY        | Matthew Edmondson, mentor finalistu na Izzivu kanala Discovery mladim znanstvenikom v letu 2003 † Arhivirano 2007-08-09 na Wayback Machine. |
| 19776 Balears        | 2000 PA5       | Balearski otoki * |
| 19778 Louisgarcia    | 2000 QE29      | Louis Garcia, mentorica finalistu na Izzivu kanala Discovery mladim znanstvenikom v letu 2003 † Arhivirano 2007-08-09 na Wayback Machine. |
| 19783 Antoniromanya  | 2000 QF71      | oče Antonio Romañá, držba Jezusova (Antonio Romañá Pujó), španski matematik in astronom, pred upokojitvijo je bil 30 let direktor Observatorija del Ebro (Observatori de l'Ebre) † ‡ Arhivirano 2008-08-27 na Wayback Machine.                                                        |
| 19787 Betsyglass     | 2000 QV114     | Betsy Glass, mentorica finalistu na Izzivu kanala Discovery mladim znanstvenikom v letu 2003 † Arhivirano 2007-08-09 na Wayback Machine. |
| 19788 Hunker         | 2000 QV116     | Roxanne Hunker, mentorica finalistu na Izzivu kanala Discovery mladim znanstvenikom v letu 2003 † Arhivirano 2007-08-09 na Wayback Machine. |
| 19789 Susanjohnson   | 2000 QP149     | Susan Johnson, mentorica finalistu na Izzivu kanala Discovery mladim znanstvenikom v letu 2003 † Arhivirano 2007-08-09 na Wayback Machine. |
| 19801–19900          |                | |
| 19801 Karenlemmon    | 2000 RZ64      | Karen Lemmon, mentorica finalistu na Izzivu kanala Discovery mladim znanstvenikom v letu 2003 † Arhivirano 2007-08-09 na Wayback Machine. |
| 19806 Domatthews     | 2000 SX11      | Donna Matthews, mentorica finalistu na Izzivu kanala Discovery mladim znanstvenikom v letu 2003 † Arhivirano 2007-08-09 na Wayback Machine. |
| 19808 Elainemccall   | 2000 SN85      | Elaine McCall, mentorica finalistu na Izzivu kanala Discovery mladim znanstvenikom v letu 2003 † Arhivirano 2007-08-09 na Wayback Machine. |
| 19809 Nancyowen      | 2000 SC86      | Nancy Owen, mentorica finalistu na Izzivu kanala Discovery mladim znanstvenikom v letu 2003 † Arhivirano 2007-08-09 na Wayback Machine. |
| 19810 Partridge      | 2000 SP112     | Mary Partridge, mentorica finalistu na Izzivu kanala Discovery mladim znanstvenikom v letu 2003 † Arhivirano 2007-08-09 na Wayback Machine. |
| 19811 Kimperkins     | 2000 SY114     | Kimberly Perkins, mentorica finalistu na Izzivu kanala Discovery mladim znanstvenikom v letu 2003 † Arhivirano 2007-08-09 na Wayback Machine. |
| 19813 Ericsands      | 2000 SF121     | Eric Sands, mentor finalistu na Izzivu kanala Discovery mladim znanstvenikom v letu 2003 † Arhivirano 2007-08-09 na Wayback Machine. |
| 19815 Marshasega     | 2000 ST127     | Marsha Sega, mentorica finalistu na Izzivu kanala Discovery mladim znanstvenikom v letu 2003 † Arhivirano 2007-08-09 na Wayback Machine. |
| 19816 Wayneseyfert   | 2000 SO128     | Wayne Seyfert, mentor finalistu na Izzivu kanala Discovery mladim znanstvenikom v letu 2003 † Arhivirano 2007-08-09 na Wayback Machine. |
| 19817 Larashelton    | 2000 SK145     | Lara Shelton, mentorica finalistu na Izzivu kanala Discovery mladim znanstvenikom v letu 2003 † Arhivirano 2007-08-09 na Wayback Machine. |
| 19818 Shotwell       | 2000 SB150     | Gary Shotwell, mentor finalistu na Izzivu kanala Discovery mladim znanstvenikom v letu 2003 † Arhivirano 2007-08-09 na Wayback Machine. |
| 19820 Stowers        | 2000 ST153     | Josh Stowers, mentor finalistu na Izzivu kanala Discovery mladim znanstvenikom v letu 2003 † Arhivirano 2007-08-09 na Wayback Machine. |
| 19821 Caroltolin     | 2000 SU154     | Carol Tolin, mentorica finalistu na Izzivu kanala Discovery mladim znanstvenikom v letu 2003 † Arhivirano 2007-08-09 na Wayback Machine. |
| 19822 Vonzielonka    | 2000 SK169     | Beverley vonZielonka, mentorica finalistu na Izzivu kanala Discovery mladim znanstvenikom v letu 2003 † Arhivirano 2007-08-09 na Wayback Machine. |
| 19826 Patwalker      | 2000 SX192     | Pat Walker, mentorica finalistu na Izzivu kanala Discovery mladim znanstvenikom v letu 2003 † Arhivirano 2007-08-09 na Wayback Machine. |
| 19833 Wickwar        | 2000 SA230     | Steve Wickwar, mentor finalistu na Izzivu kanala Discovery mladim znanstvenikom v letu 2003 † Arhivirano 2007-08-09 na Wayback Machine. |
| 19835 Zreda          | 2000 SQ252     | Grazyna Zreda, mentorica finalistu na Izzivu kanala Discovery mladim znanstvenikom v letu 2003 † Arhivirano 2007-08-09 na Wayback Machine. |
| 19848 Yeungchuchiu   | 2000 TR        | * |
| 19855 Borisalexeev   | 2000 UE6       | Boris Alexeev, finalist na Intelovem iskanju znanstvenih talentov (Intel Science Talent Search) leta 2004 † Arhivirano 2006-08-10 na Wayback Machine. |
| 19857 Amandajane     | 2000 UC11      | * |
| 19860 Anahtar        | 2000 UB52      | Melis Nuray Anahtar, finalistka na Intelovem iskanju znanstvenih talentov leta 2004 † Arhivirano 2006-08-10 na Wayback Machine. |
| 19861 Auster         | 2000 US79      | Craig Louis Auster, finalist na Intelovem iskanju znanstvenih talentov leta 2004 † Arhivirano 2006-08-10 na Wayback Machine. |
| 19901–20000          |                | |
| 19912 Aurapenenta    | 1955 RE1       | iz izraza AURA penenta, ob 50. obletnici (penenta pomeni 50 v moderni grščini) Zveze univerz za raziskave in astronomijo (Association of Universities for Research in Astronomy ali AURA) †                                                                                           |
| 19913 Aigyptios      | 1973 SU1       | Aigiptij (Aigyptios), oče junaka Antifosa, spremljevalca Odiseja † |
| 19914 Klagenfurt     | 1973 UK5       | mesto Klagenfurt, dežela Koroška, Avstrija † |
| 19915 Bochkarev      | 1974 RX1       | Nikolaj Genadievič Bočkarev, ruski astronom † |
| 19916 Donbass        | 1976 QH1       | Donetski bazen (ukrajinsko Донецький басейн), ekonomsko in kulturno področje v vzhodni Ukrajini * |
| 19955 Hollý          | 1984 WZ1       | Ján Hollý (1785 – 1849), slovaški pesnik, prevajalec in katoliški duhovnik † Arhivirano 2007-11-12 na Wayback Machine. |
| 19969 Davidfreedman  | 1988 PR        | David A. Freedman, ameriški statistik, leta 2003 je dobil nagrado Carty, ki jo podeljuje Nacionalna akademija znanosti Združenih držav Amerike (United States National Academy of Sciences) †                                                                                         |
| 19970 Johannpeter    | 1988 RJ3       | * |
| 19980 Barrysimon     | 1989 WF2       | * |
| 19981 Bialystock     | 1989 YB6       | mesto Bialystock, Poljska † |
| 19982 Barbaradoore   | 1990 BJ        | * |
| 19992 Schönbein      | 1990 TS9       | Christian Friedrich Schönbein (1799 – 1868), nemški kemik † |
| 19993 Günterseeber   | 1990 TK10      | Günter Seeber, nemški geodet, imenovanje asteroida ob njegovi upokojitvi † |
| 19994 Tresini        | 1990 TJ15      | Domenico Tresini, švicarski arhitekt, ki je oblikoval središče Sankt Petersburga in Poletni dvorec Petra velikega * |
| 20000 Varuna         | 2000 WR106     | hindujski (Vedski) bog Varuna, ki je naredil in podpira nebo in Zemljo † Arhivirano 2001-10-30 na Wayback Machine. |

| Predhodnik: 18001–18000 | Pomeni imen asteroidov Seznam asteroidov (19001-19250) Seznam asteroidov (19251-19500) Seznam asteroidov (19501-19750) Seznam asteroidov (19751-20000) | Naslednik: 20001–21000 |